# Велика і мала скелі
Велика і мала скелі — ландшафтний заказник місцевого значення. Об'єкт розташований на території Олександрійського району Кіровоградської області, поблизу с. Протопопівка.
Площа — 15 га, статус отриманий у 1995 році.

## Галерея

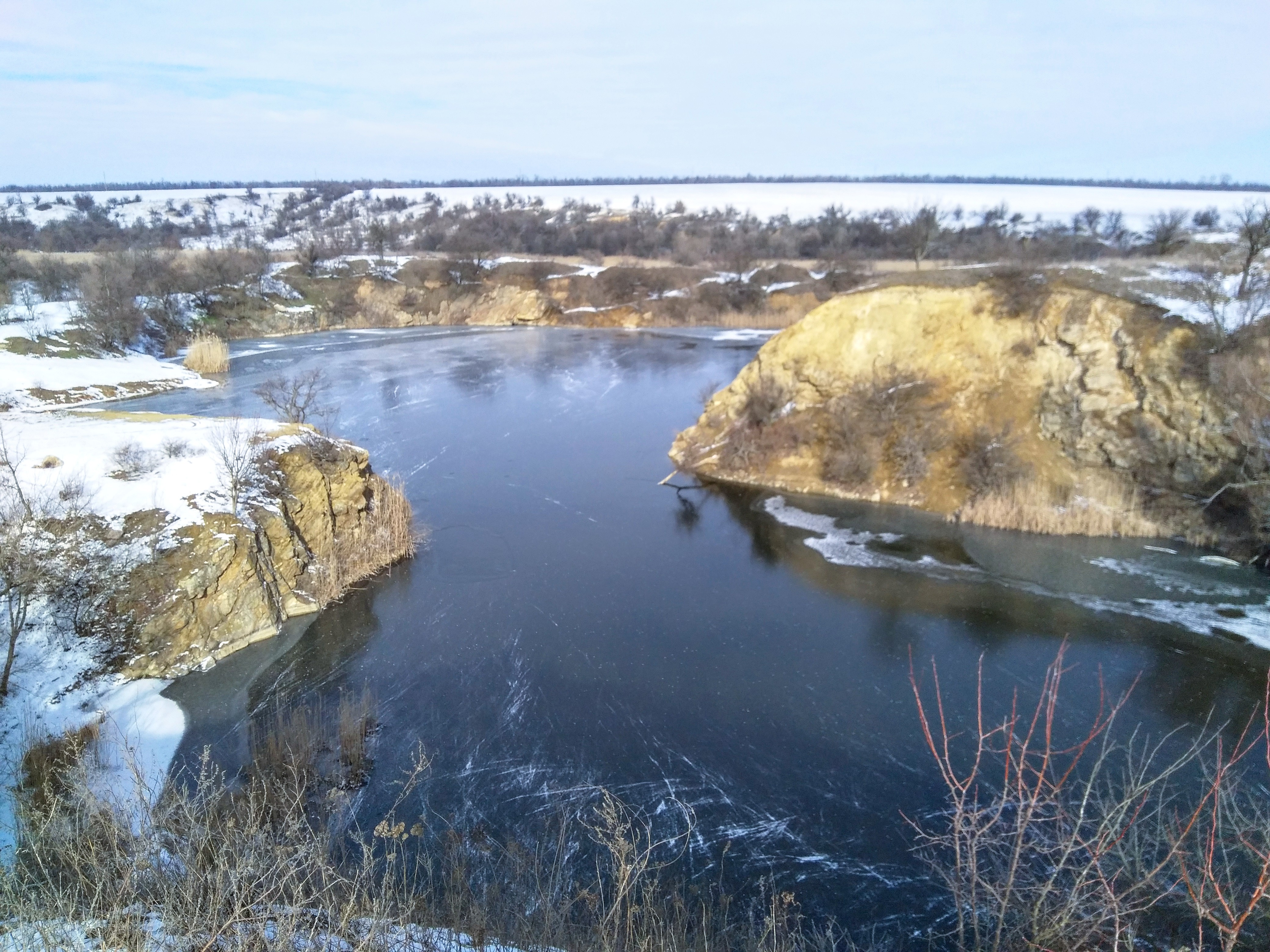
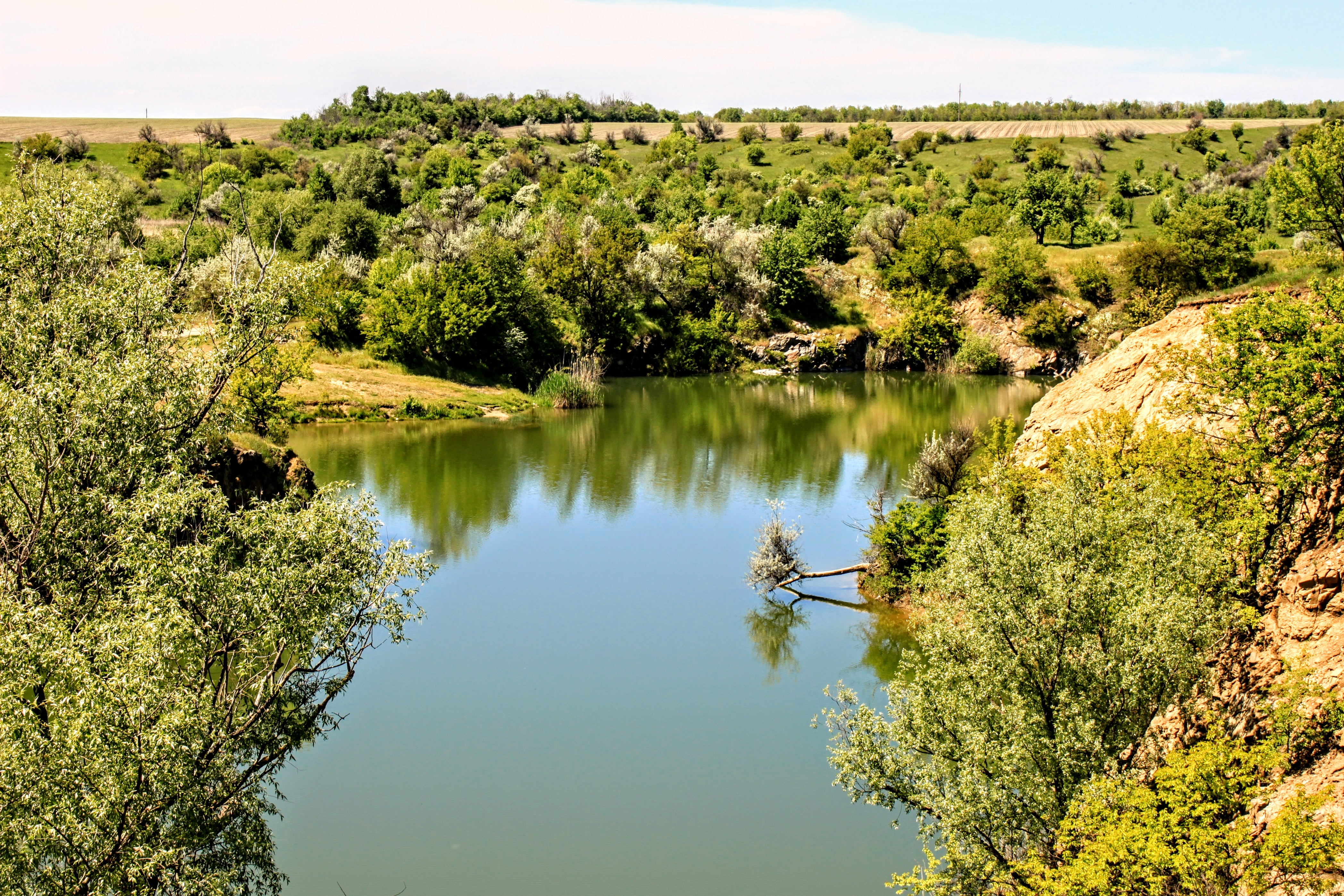
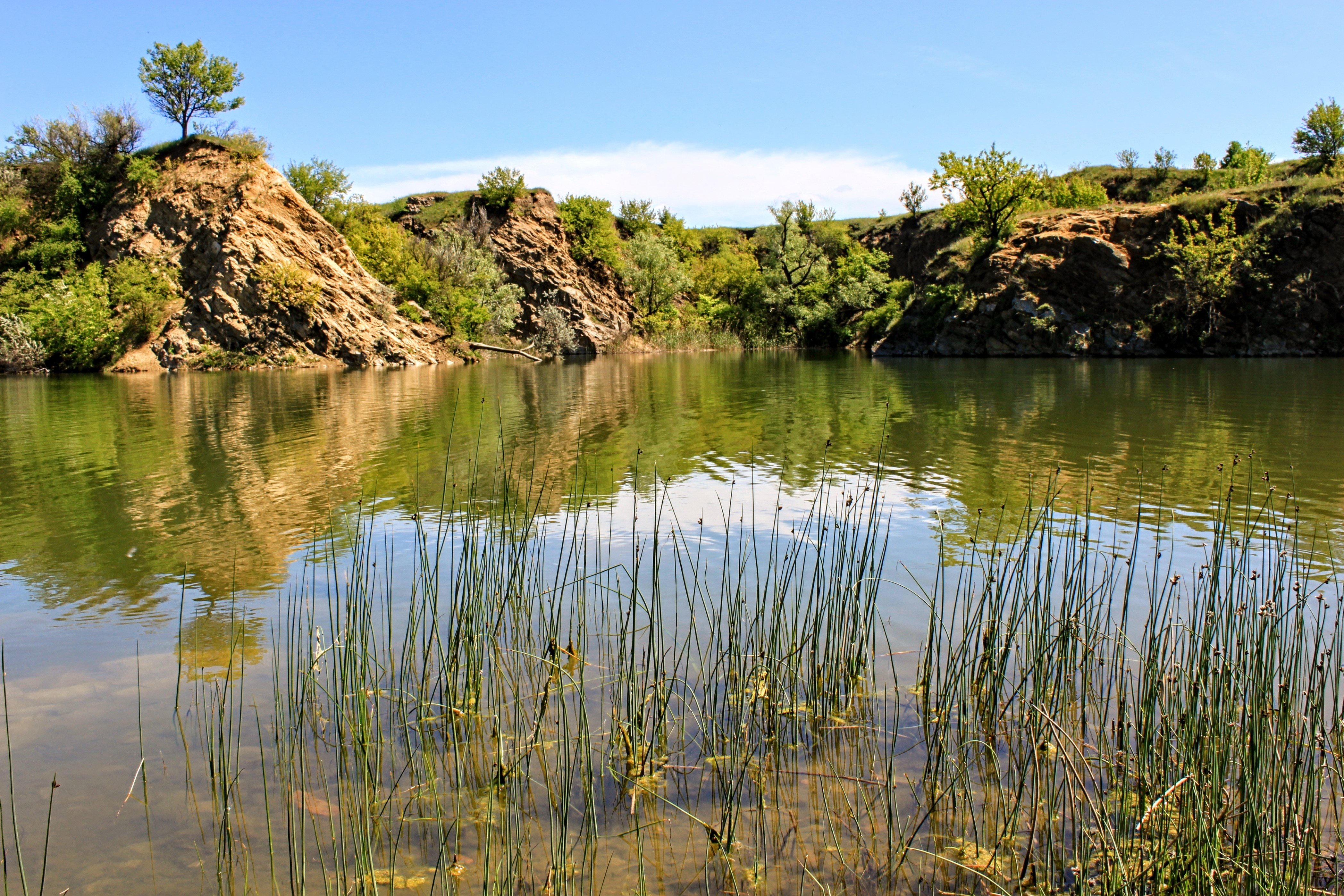